# René (novela)
René (1802) je novela francouzského preromantického (někdy řazeného mezi romantiky) spisovatele Françoise-Reného de Chateaubrianda. Jde o jakési volné pokračování autorovy novely Atala a jejím hrdinou je prototyp melancholického rozervance, který není sto podřídit se společnosti a na svém putování nalézá všude obraz zkázy a rozkladu.

## Vznik a charakteristika novely
Novela byla stejně jako Atala koncipována jako součást epopeje v próze Načezové (Les Natchez) (napsáno v letech 1793 až 1799, vydáno až 1826), ale autor ji nejprve zařadil do svého spisu Duch křesťanství neboli Krásy křesťanského náboženství (1802, Génie du christianisme, ou Beautés de la religion chrétienne), kde měla společně s Atalou v rámci esteticko-morální obhajoby křesťanství dokumentovat jeho vítězství nad pozemskou láskou i nad strachem před smrtí. René měl okamžitě velký úspěch a proto byl roku 1805 společně s Atalou znovu publikován. Chateaubriand byl ale také kritizován za použití tématu incestu, neboť příčinou Reného vykořenění byla láska jeho sestry Amélie.
Jak název napovídá, novela obsahuje mnoho autobiografických prvků, které do značné míry čerpají z Chateaubriandových vzpomínek na jeho vlastní dětství v Bretani a na jeho cesty v Severní Americe v roce 1791. Autor Amélii vykreslil podle své sestry Lucie, ale neexistuje žádný důkaz o tom, že by se jejich vztah v reálném životě podobal tomu, který byl vykreslen v novele. Dílo je velmi vášnivé a křesťanství v něm až tak velkou roli nehraje. Zařazení novely do Ducha křesťanství Chateaubriand proto obhajoval tím, že chtěl ukázat nutnost existence klášterů, kam se mohou uchýlit „životem rozdrcené duše“, neboť Amélie se stane jeptiškou.
Novela se stala nesmírnou inspirací pro mladé romantiky, protože zobrazuje moderní rozervanou duši, která bezútěšné bloudí životem, pohrdá banalitou světa, nemůže najít místo, kde by mohla žít, a prožívá bolestný pocit disharmonie mezi touhou a jejím naplněním. Chateaubriand tak jako první ve francouzské literatuře ztvárnil v této novele tzv. „nemoc století“ („mal de siecle“), tj. pocit slabosti, rozervanosti, beznaděje, ztráty idejí a duchovních jistot romantických hrdinů.

## Obsah novely

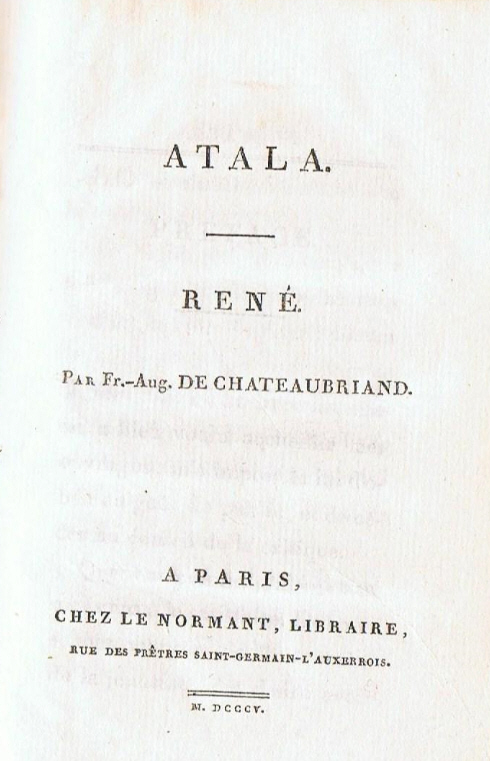
Společné vydání Ataly a Reného z roku 1805

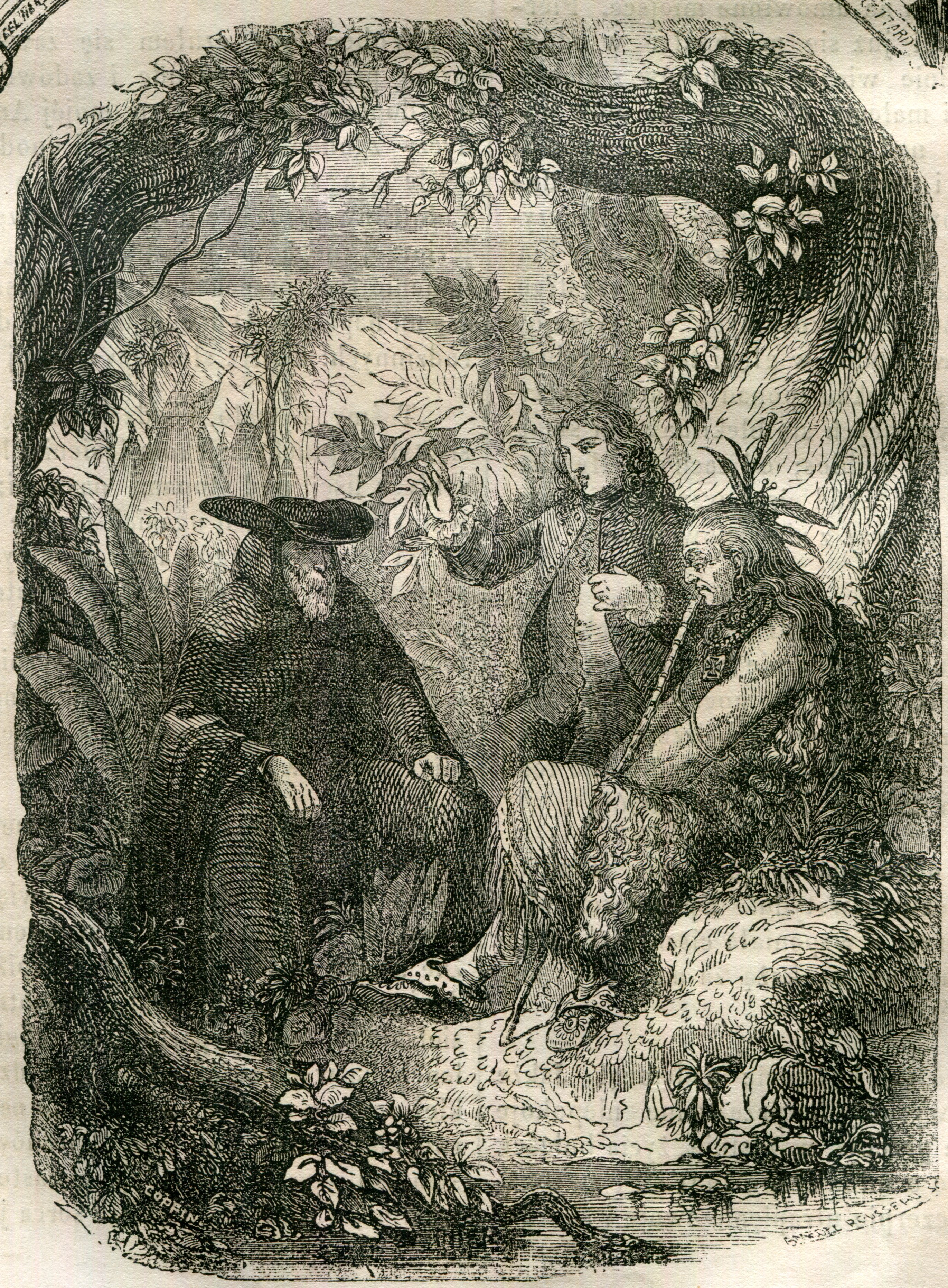
Páter Souel, René a Šakta, ilustrace z roku 1853

Novela se odehrává v první polovině 18. století. René, zoufalý a nešťastný Francouz, nalezne útočiště u indiánského kmene Načezů v Louisianě, kde jej za svého přijme slepý stařec Šakta. Stýká se pouze s ním a s páterem Souelem, misionářem z blízké pevnosti Rosalie. I když mu Šakta vypoví svůj smutný životní příběh (viz novela Atala), nechce René odhalit příčinu své melancholie. Nakonec jej Šakta se Souelem přesvědčí.
Následující část vypráví René v první osobě. Léčí své osamělé dětství na zámku svého otce v Bretani. Matka mu zemřela při jeho porodu a otec se viděl v jeho starším bratrovi a nechal jej vychovávat cizími lidmi. Pochopení našel pouze u své o něco starší sestry Amélie, se kterou podniká dlouhé osamělé procházky v přírodě kolem zámku.
Po smrti otce zdědí panství starší bratr Reného. René se proto s Amélií odstěhuje ke svým příbuzným a nakonec se rozhodne cestovat. Navštíví ruiny starověkého Řecka a Říma, slavné italské památky, i místa ve Skotsku, popsaná ve starých písních. Vše v něm vyvolává melancholické úvahy, vrátí se do Francie a je jí znechucen. Považuje ji za zkorumpovanou a bezbožnou. Zjistí, že se mu Amélie nevysvětlitelně vyhýbá, žije jako samotář, to jej omrzí, odstěhuje se na venkov, ale ani tam nenajde uspokojení. Rozhodne se spáchat sebevraždu.
Jakmile se Amélie z jeho dopisu, ve kterém chce uspořádat své majetkové poměry, dozví o jeho plánu, okamžitě se k němu vrátí. René je šťasten, že jsou zase spolu, ale Amélii něco trápí tak, že se její zdravotní stav zhoršuje. Jednoho dne pak René zjistí, že Amélie od něho opět odešla a zanechala mu dopis, ve kterém mu bez vysvětlení oznamuje, že se chce stát jeptiškou. Při skládání jejího řeholního slibu zjistí, že do kláštera vstupuje proto, aby překonala svou neuvěřitelnou lásku k němu. Rozhodne se proto navždy opustit Evropu a odcestovat do Ameriky.
Po skončení svého vyprávění ukáže René Šaktovi a páterovi Souelovi dopis, který nedávno dostal z Evropy, že Amélie zemřela, když pečovala o své bližní postižené nakažlivou chorobou. Zatímco Šakta má pro něho soustrastná slova, otec Souel, který jej v nitru také lituje, jej odsuzuje jako malicherného domýšlivého snílka.
Na konci novely vypravěč konstatuje, že Šakta, René i páter Souel zahynuli během krvavých bojů Načezů s Francouzi.

## Česká vydání
- Atala - René, Praha: Jan Otto 1898, přeložil Jindřich Vodák, znovu 1926.
- Atala - René, Praha: Jan Fromek 1926, přeložil Jaroslav Zaorálek, znovu 1930.
- Atala - René, Praha: Erna Janská 1927, přeložil Jaroslav Fořt.
- Atala - René, Praha: Odeon 1973, přeložil Oskar Reindl.